# ムシュフシュ

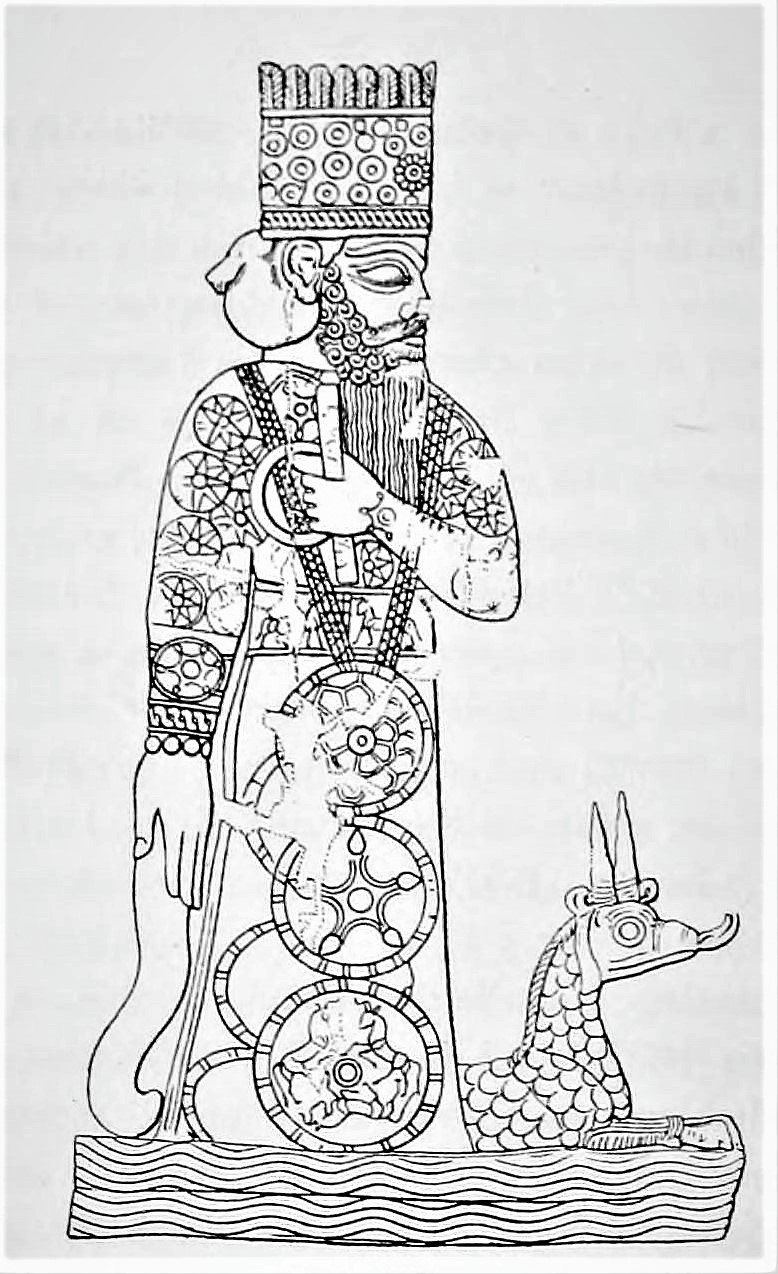
マルドゥクとムシュフシュ

ムシュフシュ（アッカド語：Mušḫuššu, シュメール語: 𒈲𒄭𒄊 Mušḫuš）は、古代メソポタミアの図像、伝承に登場する霊獣。シュメール語で「恐ろしい蛇」の意。以前はシルシュ (Sirrush) とも読まれていた。現在では、ḫuš は楔形文字では ruš とも読めるが、ムシュフシュのほうがより確実な読みであるとされる。一般的には毒蛇の頭とライオンの上半身、鷲の下半身、蠍の尾を持つ。　

## 出世した竜

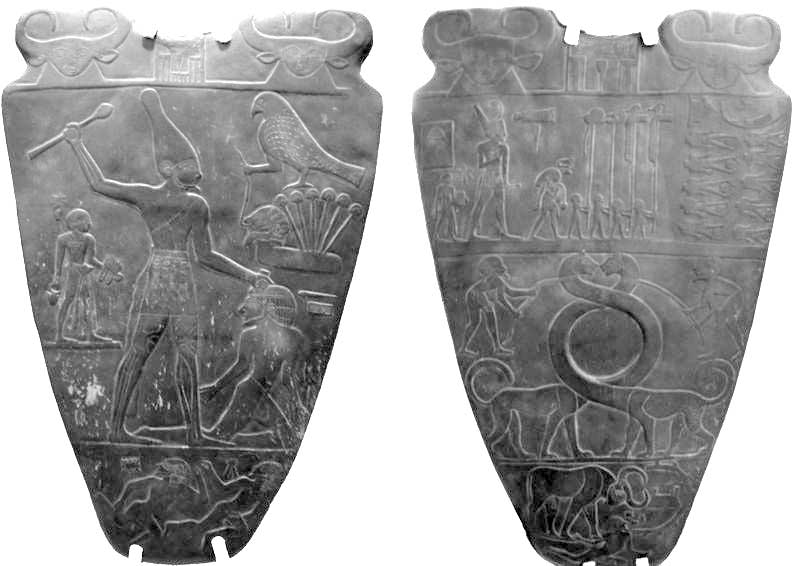
ナルメルのパレット。右側に2頭向かい合っている

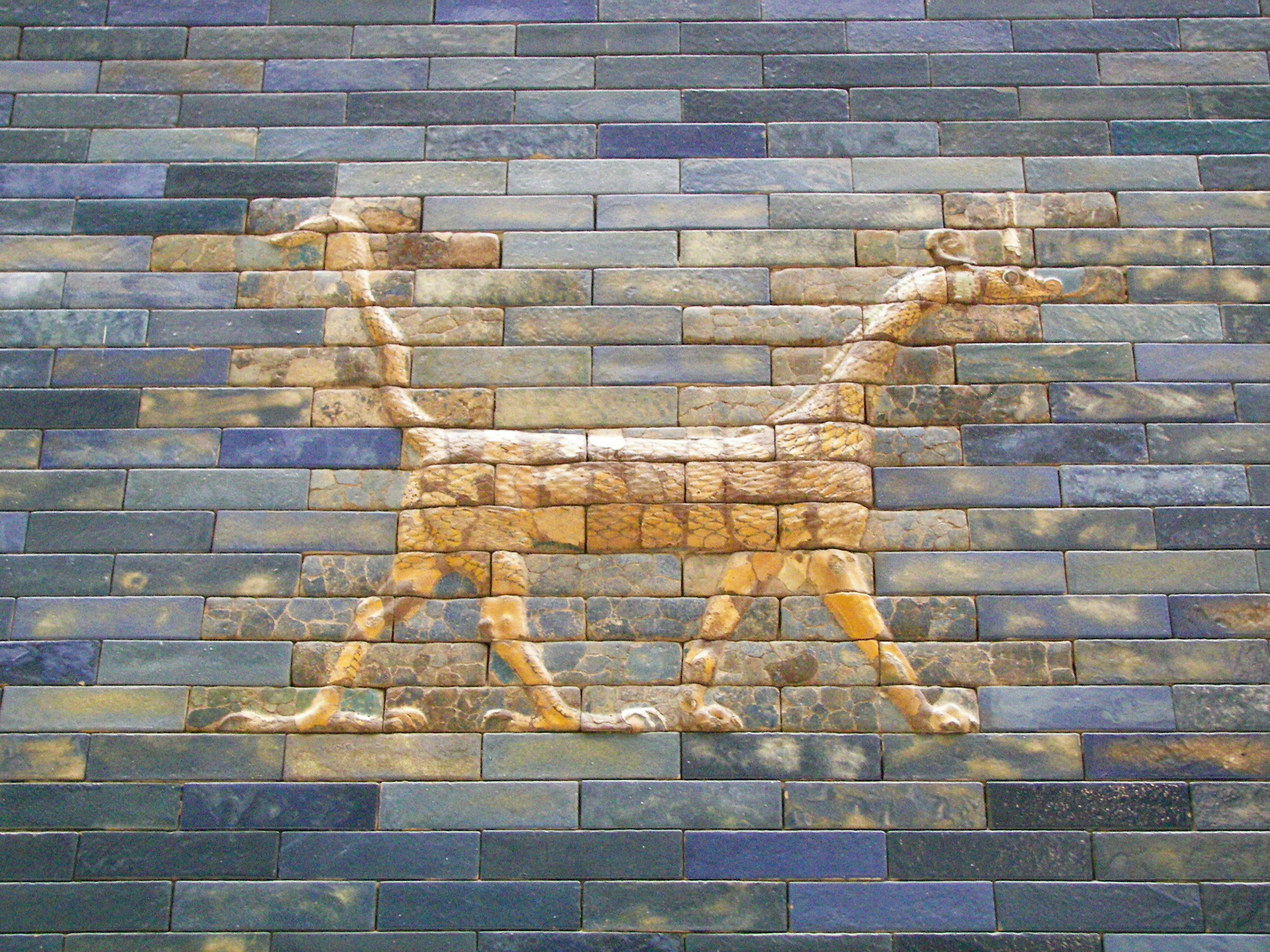
イシュタルの門の聖獣ムシュフシュ

ムシュフシュは本来エシュヌンナの都市神ニンアズの随獣だった。図像学的には、最初期は非常に首の長い動物として描かれていたようであり、この姿のムシュフシュは古代エジプト美術に影響を与え、紀元前31世紀に作成されたナルメル王が上下エジプトを統一したことを示す「ナルメルのパレット」にも彫り込まれた。
エシュヌンナの守護神がニンアズからティシュパクに変わるとティシュパクの随獣となった。
そのまましかし、古バビロニア王国のハンムラビ王（紀元前18世紀）がエシュヌンナ市を征服すると、バビロンの都市神マルドゥクとその子ナブーの随獣になった。ナブーの足の下にムシュフシュがいる像が有名である。こうしてバビロニア王国がメソポタミア全域を支配し、マルドゥクやナブーがメソポタミアの最高神になると、それにともないムシュフシュも最高神の随獣として地位を高めることとなった。
紀元前12世紀に編纂されたとされるバビロニアの創世叙事詩『エヌマ・エリシュ』においては、ムシュフシュはマルドゥクと戦うためにティアマト神によって生み出された怪物の一体とされる。ティアマトの討伐後マルドゥクの軍門に下り、乗獣となったという。
新バビロニア時代（紀元前7世紀）に造営されたバビロンのイシュタル門には、天候神アダドの随獣である牡牛とともに四本足を持つ蛇に似た図像のムシュフシュが描かれている。
ニンギッジドゥに捧げられた「グデアの献酒用の瓶」では、有翼の2頭の竜が門柱のような柱を支えており、中央にはカドゥケウスのように棒に巻きついた2匹の蛇が刻まれている。

## ユダヤ教およびキリスト教における伝承

### 「ベルと竜」との関連

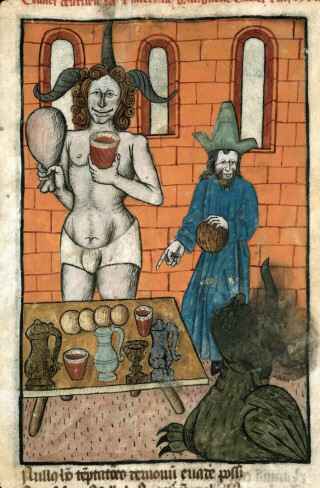
ベルと竜

『ダニエル書補遺』に「ベルと竜」（Bel and the Dragon）という挿話がある。偶像崇拝されていたベル神、竜神という神を打ち倒した話である。ここではベルの話は割愛して竜のみ説明する。『ダニエル書補遺』によると、バビロニア人は竜（大蛇とも）を信仰していた。ダニエルは偶像崇拝を拒否し、そこで武器を使わず竜を殺してみせると王に見栄を切った。王はこの挑戦を認めた。そこでダニエルはピッチと脂肪と毛髪によって作られた団子を竜の像の口に入れた。すると竜の像は破裂して本当に神として死んでしまった。これを見て怒った民衆はダニエルをライオンの洞穴へ投げ込ませたという。そこでダニエルは7日間を過ごし、ハバククに助けられる、という内容である。この竜こそムシュフシュではないかと言われている。